# Vattenregale
Vattenregalet är ett av grundregalen, vilket gav kronan äganderätt över alla större vattendrag och skärgårdarna med tillhörande fiske och vattenkraft: fiskeregale och strömregale. Detta var bakgrunden för beskattningen av fiskerinäringen.  Vattenregalet hade sitt ursprung i kontinental rättstradition under medeltiden. Som en följd av kungens vattenregale upprättades kungsådror i strömt vatten. Vid sidan av vattenregalet hade monarken även egen mark med tillhörande fiskerätt.

## Fiskeregale
Fiskerätten kunde förlänas höga personer som privilegium. Till exempel hade kungsåren Johan Ingemarsson, ärkebiskop Olov Björnsson, Nils Farthiegnsson och Peter Unge fått Lule älvdal med fiske bestämt åt sig av kungen år 1327. Fiskerätten ingick i adelsprivilegierna. Vid markallmänningar ansågs kronan äga allt vatten, medan vattenregalet egentligen i första hand avsåg saltvatten. Genom regale kom kronan att äga stora marker i Norrlands inland. Land och vatten som kronan skaffat sig på detta sätt kom att kallas Kronans allmänningar.
Dock kunde vissa skattebönder ha rätt att mot avrad få fiskerätten i sjöar och träsk (1543 kallat teris fiiskeuatn) eller vid kustöar och skärgården (utöijer och skeriegårdar). Regale på fisken i sötvatten var egentligen en del av skogsregalet, men betraktas som ett fiskeregale. År 1545 gav emellertid Gustav Vasa markägarna rätt till strandfiske, vilket reglerades i lag 1551 och området där strandfiske tilläts kom att kallas landgrund. 
I Västerbottens jordabok för 1543 betalade Holmöns bönder skatt för sitt fiskevatten och sin säljakt, medan stora laxfisken som Sörfors och Kåddis i Umeå socken inte gjorde det. I Skellefteå socken hade en bonde i Storkåge eget fiske i Finnefors som han skattade för 1543, medan fiskerätt, när det fanns, som regel delades kollektivt av byamännen i den socknen. I Ångermanland är det känt att bönderna hade egna laxfisken till Gustav Vasas regeringstid, som indrog dessa till kronan allt eftersom fogden "kändes vid dem". Därefter fick de betala avrad för fisken. De bönder som därmed sa sig upphöra med fisket, för att slippa fiska åt kungen, fick en extra pålaga på skatten. Söderut hade Huvudskärslagen reglerat Kronohamnsfisket sedan 1450. 
Städernas borgare kunde kollektivt få privilegium på att fiska och de som bedrev fiske och fiskehandel kallades fiskarborgare; så fick Luleå stad fiskeprivilegium av drottning Kristina och Gävlefiskarna fick det redan 1557. På västkusten blev fiskeprivilegierna för sill reglerade till vissa hamnar i form av en hamnrätt från mitten av 1600-talet.
Med 1766 års allmänna fiskeristadga upphörde fiskeregalet. I samband med detta såldes de lokala fiskerätterna på auktion.
Vid stora kronofisken som Sörfors och Torneå fanns kronobodar där fisken förvarades.

## Strömregale
Till vattenregalet hörde också strömregalet, rätten att nyttja forsar och strömmar till vattenkraft. Vattenkraft var en viktig förutsättning för vattenhjul och kvarnar, som användes till att mala mjöl, hammare och driva sågar innan ångström infördes. Strömregale infördes under vasatiden och ledde till att mjöl bara fick malas på Kronans odalkvarnar. Under 1697 års kvarnkommission indrogs en mängd strömmar till kronan med stöd av strömregale. Efter starka protester minskade kronan sina fordringar, och en strandägarprincip infördes. Strömregale har därefter hävdats av kronan ända in på 1900-talet, då dock domstolen underkände kronans anspråk på Klabböles fors, Lanforsen och Krångedeforsarna.
En följd av strömregalet var att sågverk och hammare vid järnbruk var tvungna att ansöka om privilegium för att få bedriva verksamhet. Skogs- och strömprivilegier ingick normalt i bergsprivilegierna från medeltiden, så att bergsverken skulle ha nödvändiga tillgångar för malmutvinning. Detta innebar att bergsmän fritt fick avverka kronans strömmar utan avrad. Ett tyskt stömregale är Oberharz vattenregale.